# سوما ميشينو
سوما ميشينو (باليابانية: 食野 壮磨) (مواليد 20 مايو 2001) هو لاعب كرة قدم ياباني.

## وصلات خارجية
- سوما ميشينو على موقع رابطة كرة القدم اليابانية للمحترفين (اليابانية)
- سوما ميشينو على موقع قاعدة بيانات كرة القدم.إي يو (الإنجليزية)
- سوما ميشينو على موقع Soccerway.com (الإنجليزية)
- سوما ميشينو على موقع عالم كرة القدم.نت (الإنجليزية)